# Юбер Шансон
Юбер Шансон (нар. 1 листопада 1961) — професійний інженер і вчений у галузі гідротехніки та гідроаеромеханіки навколишнього середовища. З 1990 року працює в Університеті Квінсленду.

## Дослідження
Юбер Шансон — професор цивільного будівництва в Університеті Квінсленду, де працює з 1990 року, а до цього шість років працював у промисловості. Його головною сферою знань є гідроаеромеханіка навколишнього середовища та гідротехніка з точки зору теоретичних основ, фізичного та числового моделювання. Він очолює групу з п'яти-десяти дослідників, головним чином націлених на потоки навколо гідротехнічних споруд, двофазні (газ-рідина та тверде тіло-рідина) потоки на вільній поверхні, турбулентність у сталих і несталих потоках з вільною поверхнею, використовуючи обчислення, лабораторні експерименти, польові роботи та аналіз. Він є членом редакційних колегій «Міжнародного журналу „Багатофазний потік“», «Вимірювання витрат і приладобудування» та «Гідроаеромеханіка навколишнього середовища», в останньому з яких він — старший редактор.
Шансон написав кількох книг, серед яких: «Гідравлічне проєктування ступінчастих каскадів, каналів, водозливів і водоскидів» (Пергам, 1995), «Залучення повітряних бульбашок у турбулентних потоках з поперечним градієнтом швидкості на вільній поверхні» (Academic Press, 1997), «Гідравліка потоку з відкритою поверхнею: Вступ» (Едвард Арнольд / Баттерворт-Хайнеманн, 1999 та 2004), «Гідравліка ступінчастих жолобів і водозливів» (Balkema, 2001), «Екологічна гідравліка потоків з відкритою поверхнею» (Elsevier, 2004), «Бор, аегір, ігр, маскаре, поророка: Теорія та спостереження» (World Scientific, 2011) і «Прикладна гідродинаміка: Вступ» (CRC Press, 2014). Він був співавтором книг «Риба, що плаває в бурхливих водах» (CRC Press, 2021) і «Механіка рідини для екологів» (IPC Press, 2002), а також редагував кілька інших книг (Balkema, 2004; IEaust, 2004; The University of Queensland, 2006, 2008, 2014, 2020). Підручник «Гідравліка потоку з вільною поверхнею: Вступ» вже перекладений китайською мовою (Гідрологічне бюро Комітету з охорони Хуанхе) та іспанською (McGraw Hill Interamericana), друге видання з'явилося у 2004 році. Крім того, він опублікував понад 1200 рецензованих статей, а його роботи цитували понад 7500 разів (WoS) до 25 000 разів. Його H-індекс становить 46, 51 і 79 відповідно в Web of Science, Scopus і Google Scholar (станом на січень 2022 року).
Він був свідком повеней у Квінсленді у 2010—2011 роках і ретельно задокументував деякі спостереження в центральному, південному та південно-східному Квінсленді.
Ідентифікатор ResearcherID Юбера Шансона — A-1194-2008. Його номер ВІДІС 0000-0002-2016-9650.

## Нагороди
Міжнародна асоціація гідротехніки та досліджень вручила Шансону на 13-тій церемонії вручила премію Артура Іппена за видатні досягнення в галузі гідротехніки. Американське товариство інженерів-будівельників, Інститут навколишнього середовища та водних ресурсів нагородили його за найкращу практичну роботу у журналі Американського товариства цивільних інженерів «Іригація та дренажна інженерія» («Розсіювання енергії та залучення повітря в ступінчатих зливових каналізаціях», Шансон і Тумс, 2002), почесна згадка у 2018 році за роботу «Мінімальна питома енергія та транскритичний потік у несталому потоці з відкритою поверхнею» Кастро-Оргаза та Шансона (2016) у журналі Американського товариства цивільних інженерів «Іригація та дренажна інженерія», а також нагороди видатному рецензенту у 2020 та 2021 роках від журналу «Іригація та дренажна інженерія». Інститут цивільних інженерів Великої Британії вручив йому медаль Бейкера у 2018 році. У 1999 році він здобув ступінь доктора інженерних наук в Університеті Квінсленду за видатні досягнення в дослідженні газорідинних аерованих потоків. У 2018 році він став членом Австралазійського товариства механіки рідини.
Юбер Шансон входить до 150 найбільш цитованих дослідників у галузі цивільного будівництва в Шанхайському глобальному рейтингу вчених.

## Вибіркові твори
- Chanson, Hubert, and Leng, Xinqian. Fish Swimming in Turbulent Waters. Hydraulics Guidelines to assist Upstream Fish Passage in Box Culverts. CRC Press, 2021. doi:10.1201/9781003029694 ISBN 978-0-367-46573-5
- Chanson, Hubert. Applied Hydrodynamics: An Introduction. CRC Press, 2014. ISBN 978-1-138-00093-3
- Chanson, Hubert. «Hydraulics of Aerated Flows: Qui Pro Quo?» Journal of Hydraulic Research, Invited Vision paper, 51, No. 3 (2013): 223—243 doi:10.1080/00221686.2013.795917
- Chanson, Hubert. Environmental hydraulics for open channel flows. 2nd Edition. Elsevier, 2004. ISBN 9780750661652
- Chanson, Hubert. Hydraulics of open channel flow: an Introduction. Elsevier, 2004. ISBN 9780750659789
- Chanson, Hubert. Air bubble entrainment in free-surface turbulent shear flows. Elsevier, 1996. ISBN 9780121681104
- Chanson, Hubert. «Hydraulics of skimming flows over stepped channels and spillways.» Journal of Hydraulic Research 32, no. 3 (1994): 445—460.